# Diores seiugatus
Diores seiugatus es una especie de araña del género Diores, familia Zodariidae. Fue descrita científicamente por Jocqué en 1986.
Habita en islas Comoras.